# Kozi Bród
Kozi Bród è un fiume dell'Europa centrale che bagna la Polonia e sfocia nella Biała Przemsza presso Jaworzno. I suoi principali affluenti sono: Łużnik, Jaworznik e Żabnik. Attraversa i voivodati della Piccola Polonia e della Slesia. Attraversa le città di Trzebinia e Jaworzno.